# Sint-Antonius Abtkerk (Terheijden)
De Sint-Antonius Abt is een gotische kruiskerk in het centrum van het Noord-Brabantse Terheijden.
Tegenover de Sint-Antonius Abtkerk staat het Witte Kerkje.

## Geschiedenis
De inwoners van Terheijden gingen vanouds in Breda ter kerke. In 1400 werd door het kapittel van Breda toestemming verleend om een rectoraatskapel in Terheijden te bouwen, die een dochterkerk van Breda was. Deze kapel werd ingewijd in 1401 en was toegewijd aan de Heilige Maria. Dit kerkje werd in de loop van de 15e en 16e eeuw uitgebreid en vergroot, en zo ontstond het huidige kerkgebouw. In 1633 werd de kerk tot parochiekerk verheven. Ze werd toegewijd aan Antonius Abt.
In 1648 werd de kerk genaast door de hervormden, die de kerk hebben gebruikt tot 1801. Toen moest de kerk worden teruggegeven aan de katholieken. Ter compensatie kregen de hervormden in 1809 een eigen kerkgebouw, een zogenaamde Napoleonskerk.
De Antonius Abtkerk werd nog gerestaureerd door Pierre Cuypers in 1877, waarbij de toren werd verhoogd. In 1922 werd de kerk beschadigd door brand, en vervolgens hersteld door Joseph Cuypers. Ook in 1949 vond herstel plaats, na oorlogsschade. In 1958 ten slotte, werd het interieur gewijzigd en werden de zij-altaren ter ere van Maria en Antonius Abt verwijderd.

## Gebouw
De kerk is een gotische kruisbasiliek met ingebouwde toren, waarvan het schip van 1542-1546 is gebouwd en de toren 15e-eeuws is. De kerk heeft een houten tongewelf en ronde pilaren met koolbladkapitelen. Het gebouw is geklasseerd als rijksmonument.
In het koor bevinden zich een aantal glas-in-loodramen, en ook in de zuidzijde van het transept bevindt zich een dergelijk raam uit 1922, vervaardigd door Charles Eyck, dat Antonius Abt toont, alsmede enkele episoden uit zijn leven.
De kerk bezit een botreliek van Antonius Abt, alsmede een 16e-eeuws beeld, mogelijk afkomstig uit de kapel van de nabijgelegen buurtschap Schimmer, die in 1594 afbrandde. Een tweede Antoniusbeeld stamt uit de 17e eeuw. Dit is afkomstig uit de voormalige schuurkerk, werd vervolgens geplaatst in de kapucijnenkerk te Langeweg en, toen deze kerk in de Tweede Wereldoorlog verwoest werd, kwam het beeld weer naar Terheijden.
Voorts is er een koperen lichtkroon met vrouwenbeeldje en drakenkop uit de 15e eeuw, en een 17e-eeuws beeld van Johannes Nepomuk.

## Antoniusverering
De oorsprong van de Antoniusverering is niet precies bekend, maar in 1551 werd reeds een kloveniersgilde opgericht dat aan de heilige was gewijd. Wellicht ook dat de komst van het beeld in 1594 stimulerend op deze devotie werkte. Tijdens het Antoniusfeest werd het beeld in het priesterkoor geplaatst (Toontje staat weer op zijn troontje) en het waren vooral, maar niet alleen, boeren die bescherming tegen veeziekten afsmeekten. Na 1965 kwamen er weinig mensen van buiten het dorp meer naar de vieringen, maar binnen de parochie wordt Antonius nog steeds vereerd.

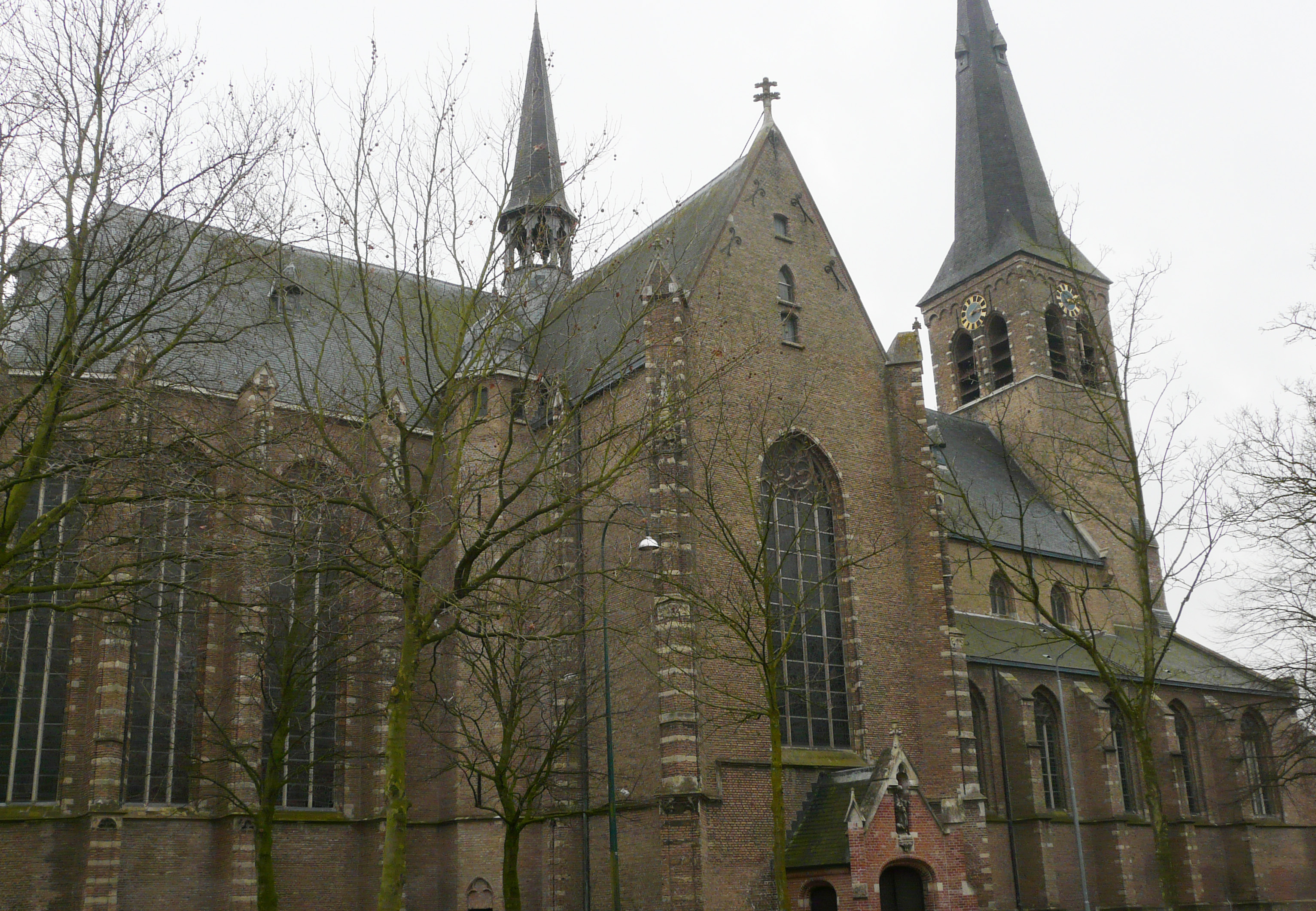
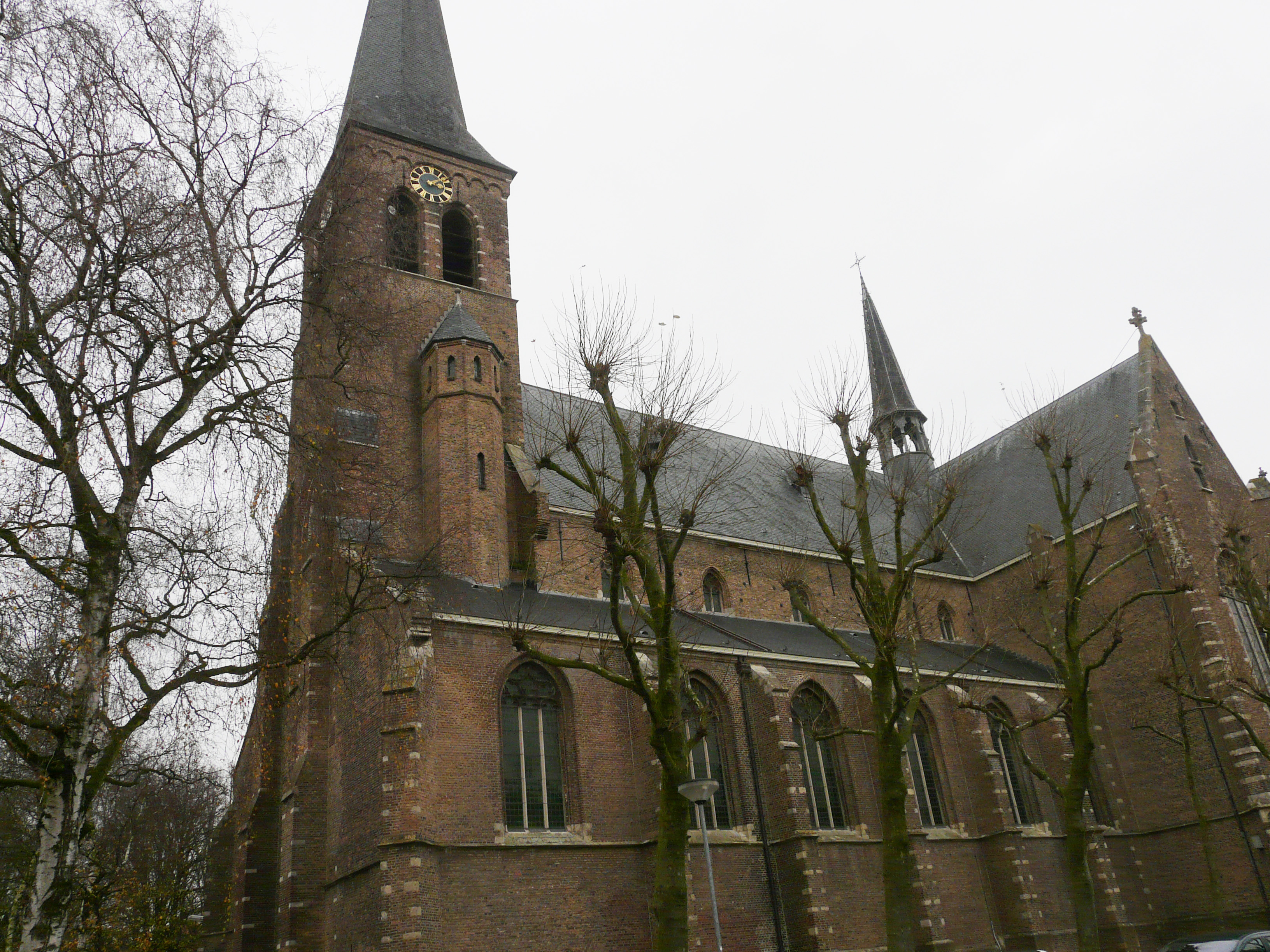